# Pánuco (rivier)
De Pánuco is een rivier in het noordoosten van Mexico. De Pánuco ontstaat bij de samenvloeiing van de Moctezuma en de Tamuín in de staat San Luis Potosí. Hij mondt uit in de Golf van Mexico bij de stad Pánuco.
In de precolumbiaanse tijd werd het stroomgebied van de Pánuco bewoond door de Huaxteken. Juan de Grijalva was de eerste Europeaan die de rivier ontdekte.